# Seven (single)
Pour les articles homonymes, voir Seven.
Singles de Mika Nakashima
Yuki no Hana
(2003) Hi no Tori
(2004)
Seven est le 11e single de Mika Nakashima sorti sous le label Sony Music Associated Records le 7 avril 2004 au Japon. Il atteint la 3e place du classement de l'Oricon pour un total de 53 000 exemplaires vendus.
Seven a été utilisé comme campagne publicitaire pour Kanebo Kate. Elle se trouve sur l'album MUSIC, ainsi que sur les deux compilations, Best et No More Rules.

## Liste des titres
Toutes les paroles sont écrites par Mika Nakashima.
| 1. | Seven                              | Lori Fine (Coldfeet)                 | 4:27 |
| 2. | Seven (Coldfeet Remix)             | Lori Fine (Coldfeet)                 | 7:32 |
| 3. | Venus in the Dark (Coldfeet Remix) | Yasunari Okano, Lori Fine (Coldfeet) | 4:51 |
| 4. | Seven (Instrumental)               | Lori Fine (Coldfeet)                 | 4:27 |

Vinyl
| 1. | Seven                              | Lori Fine (Coldfeet)                 | 4:27 |
| 2. | Venus in the Dark (Coldfeet Remix) | Yasunari Okano, Lori Fine (Coldfeet) | 4:51 |

| 1. | Seven (Coldfeet Remix) | Lori Fine (Coldfeet) | 7:32 |